# ألفرد رانسوم
ألفرد رانسوم هو فلاح وسياسي نيوزيلندي، ولد في 19 مارس 1868 في لور هوت في نيوزيلندا، وتوفي في 22 مايو 1943 في Dannevirke ‏ في نيوزيلندا. انتخب عضو مجلس النواب النيوزيلندي ‏.